# Pljuvači
Pljuvači (znanstveno ime Scytodidae) so družina pajkov, ki združuje pet rodov, razširjenih predvsem v Evraziji in Severni Ameriki.

## Telesne značilnosti
So majhni pajki, ki v povprečju merijo 6 mm v dolžino. Telo je rumeno rjave barve s temnimi pegami. Glavoprsje je kroglaste oblike in razmeroma veliko v primerjavi z ostalimi pajki, zadek je prav tako kroglast. Razlog velikega glavoprsja so velike žleze, ki izločajo strupeno in lepljivo snov bistvenega pomena pri lovu.

## Življenjski prostor in navade
Prebivajo v naravnih skrivališčih, kot so drevesne luknje, jame in skalni pregibi, vse pogostejši pa so tudi v človeških bivališčih. Vidijo slabo, tako da lahko praktično razlikujejo le med svetlobo in temo. V zameno za to so čutilne dlačice na površini telesa zelo dobro razvite, saj lahko z njimi zaznajo že najmanjše spremembe v zračnem pritisku, nastalih npr. zaradi mirujoče žuželke, ki premika krila ali se krtači.
Pajek se tako orientira glede na spremembe pritiska in počasi izmeri razdaljo do plena z iztegovanjem ene od nog. Ko prileze do razdalje 1–2 cm, se začne premikati bočno ter pljuvati strupeni in lepljivi izloček na žrtev. Izloček torej vsebuje strup, ki ohromi žrtev, hkrati pa jo prilepi na tla. Celotna akcija pljuvanja je zelo hitra, saj se zgodi v 1/700 sekunde. Po tem pajek prileze do žrtve in jo ubije s strupenim ugrizom.

## Rodovi
| Vrsta    | Klasifikacija vrste | Razširjenost              |
| -------- | ------------------- | ------------------------- |
| Dictis   | L. Koch, 1872       | od Kitajske do Avstralije |
| Scyloxes | Dunin, 1992         | Tadžikistan               |
| Scytodes | Latreille, 1804     | po celem svetu            |
| Soeuria  | Saaristo, 1997      | Sejšeli                   |
| Stedocys | Ono, 1995           | Malezija, Tajska          |